# Виаль, Пьер
Пьер Виаль (фр. Pierre Vial; род. январь 1943 года) ― французский историк-медиевист и ультраправый политический деятель. Основатель идентаристского движения «Земля и народ».

## Биография

### Общественно-политическая деятельность
Пьер Виаль родился в семье католиков-традиционалистов, придерживавшихся роялистских и антикоммунистических убеждений. В 1960-х был членом Националистического движения за прогресс Доминика Веннера. В 1969 году стал одним из членов-основателей GRECE, где возглавлял историческую комиссию и занимался вопросами трансформации католического общества и католической церкви .
В 1975 году стал соучредителем движения Europe-Jeunesse , а в следующем году начал работу над печатью очередного журнала GRECE ― Copernic .
В 1978 году под именем экс-министра внутренних дел Франции Мишеля Понятовски была опубликована книга «Будущее, которое нигде не было предначертано» (L’avenir n’est écrit nulle part) которую он, по утверждению Пьера Виаля, написал совместно с ним, Аленом де Бенуа и Бруно Телленом .
Летом 1979 года Пьер Виаль организовал «дельфийскую клятву» ― мероприятие, в рамках которого осуществлялось «паломничество к истокам европейской цивилизации» в Греции. В нём приняло участие тридцать человек из кругов новых правых.
Занимал пост генерального секретаря GRECE с 1978 по 1984 год, уступив его Жану-Клоду Кариу. Позднее покинул данное объединение, поскольку его «расиалистские» взгляды вошли в столкновения с теми идеями, что продвигал Алена де Бенуа, неформальный лидер кружка.
В 1988 году стал членом Национального фронта, в 1989 году вошёл в его Научный совет и был избран муниципальным депутатом коммуны Вийёрбан. В 1992―2004 занимал пост депутата Регионального совета Роны-Альпы. Некоторое время был вице-президентом комиссии по культуре Регионального совета Рона-Альпы. Также входит в попечительский комитет журнала Identité.
Член Ассоциации друзей Сен-Лу, один из составителей сборника „Rencontres avec Saint-Loup“ (1991). Ныне также считается одним из главных представителей „неоязыческого течения“ во Франции. Работал в редакции издания La Grande Bourgogne.
В 1998 году, во время раскола Национального фронта, Пьер Виаль занял сторону Брюно Мегре, который вышел из партии и основал Национальное республиканское движение. Виаль неудачно баллотировался от партии на выборах в Европарламент в 1999 году, а двумя годами позднее покинул её ряды. Баллотировался на муниципальных выборах в Вийёрбанне в 2003 году при поддержке Национального фронта.
В 1994 году основал ассоциацию «Земля и народ» (Terre et Peuple), которая вела активную общественную деятельность во Франции и в Европе, пропагандируя идеи, находящиеся на стыке язычества и превосходства белых народов.
В июне 2006 года посетил Москву, где принял участие в международной конференции, посвящённой «будущему белых людей». В мероприятии приняли участие ряд организаций, идеологически близких к «Земле и людям», а сам Виаль оставил свою подпись под составленным «призывом» «из Москвы».
С 2009 года Пьер Виаль вошёл в руководство движения «Новых народных правых» ― националистического и идентаристского движения, сформировавшегося вокруг бывшего депутата совета Нижнего Рейна Робера Шпилера. Также Виаль является одним из лидеров Национального союза правых. Он регулярно участвует в Днях национальности и самобытности, которые проводятся под эгидой журнала Synthèse nationale.
Пьер Виаль также ведёт колонку в еженедельнике Rivarol под названием «Долг Пьера Виаля перед историей», где пишет о различных исторических темах.

### Академическая карьера
Получил степень агреже по истории, защитив диссертацию на тему «Пережитки язычества в средневековом христианстве на Западе с 655 года по конец IX века».
С 1970 по 2004 год он был главой конференций по средневековой истории в Университете Жана-Мулена ― Лион III. Также является членом Института индоевропейских исследований при данном университете.

## Сочинения
- Jean Mabire, Les Solstices : histoire et actualité, Paris, GRECE, 1975 (в соавторстве)
- Les Vikings, rois des tempêtes, Paris, Versoix, 1976.
- Dir., Pour une renaissance culturelle : le GRECE prend la parole, éditions Copernic, Paris, 1979, 287 p.-[12] p., ISBN 2-85984-049-4, (notice BnF no FRBNF34652684). — Recueil d’articles précédemment parus, pour la plupart, dans les colonnes de la revue Éléments, entre 1975 et 1979.
- Alain de Benoist, La Mort : traditions populaires, histoire et actualité, Le Labyrinthe, coll. "Communautés et traditions " no 1, Paris, 1983, 142 p., [pas d’ISBN], (notice BnF no FRBNF34729303) (в соавторстве)
- La Bataille du Vercors, 1943—1944, Presses de la Cité, coll. " Troupes de choc : document ", Paris, 1991, 303 p.-[16] p., ISBN 2-258-02945-7, (notice BnF no FRBNF35467515).
- Jean Mabire, Les Vikings à travers le monde :
  - Première édition : L’Ancre de marine, Saint-Malo, 1992, 240 p.-[24] p., ISBN 2-905970-49-9, (notice BnF no FRBNF35695607) (в соавторстве)
  - Réédition, revue, augmentée et actualisée, avec une préface de Pierre Vial : Éditions du Lore, Chevaigné, 2007, 220 p., ISBN 978-2-35352-012-1, (notice BnF no FRBNF41191442) (в соавторстве)
- Le Sang des Glières, Presses de la Cité, coll. " Document ", Paris, 1993, 247 p.-[16] p., ISBN 2-258-03550-3, (notice BnF no FRBNF35605214).
- La Chevalerie européenne, DÉFI, coll. " Prolégomènes ", Boulogne-Billancourt, 1998, 139 p., ISBN 2-912385-07-5, (notice BnF no FRBNF37057746).
- Olivier Chalmel, Une terre, un peuple (préf. Guillaume Faye), Paris, Éditions Terre et Peuple, 2000 (в соавторстве).
- Dir., Balades au cœur de l’Europe païenne, La Forêt, 2002.
- Éd., Anthologie païenne, La Forêt, 2004 ISBN 978-2-9516-8123-1.
- Dir., Fêtes païennes des quatre saisons, La Forêt, 2008 ISBN 978-2-9516812-8-6.
- Vincenot, Pardès, coll. «Qui suis-je?», Grez-sur-Loing, 2009.
- Rites païens du berceau à la tombe, La Forêt, 2014.